# Nationales chinesisches Teemuseum
Das Nationale chinesische Teemuseum (chinesisch 中国茶叶博物馆, Pinyin Zhongguo chaye bowuguan, englisch China National Tea Museum) befindet sich in Shuangfeng, Longjing Road, Hangzhou, Provinz Zhejiang, Volksrepublik China. Es wurde im April 1991 eröffnet und widmet sich allen Aspekten des Tees und seiner Kultur. Es besitzt eine der umfangreichsten Sammlungen moderner und alter Teeutensilien. 

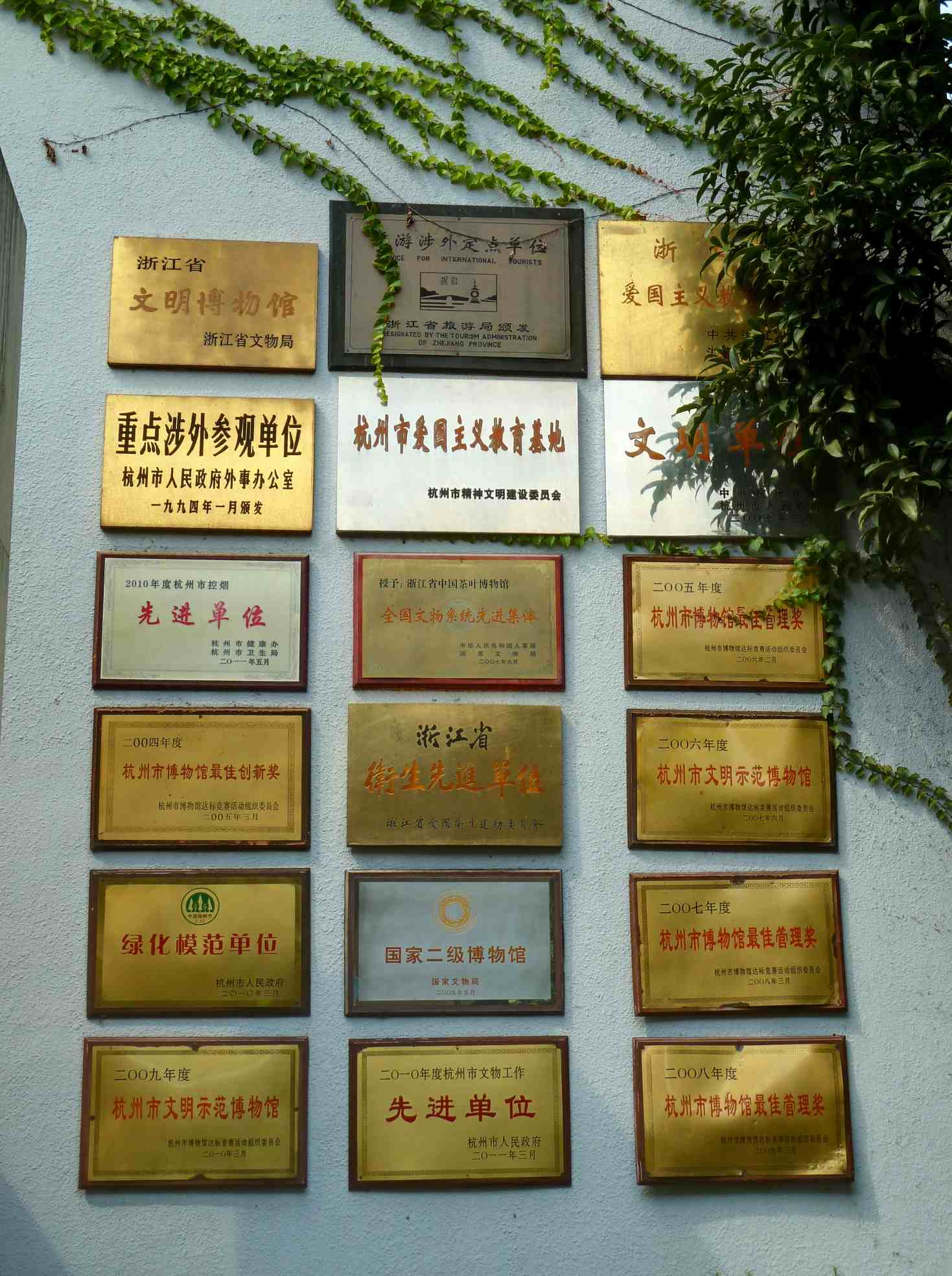
Eingang Teemuseum
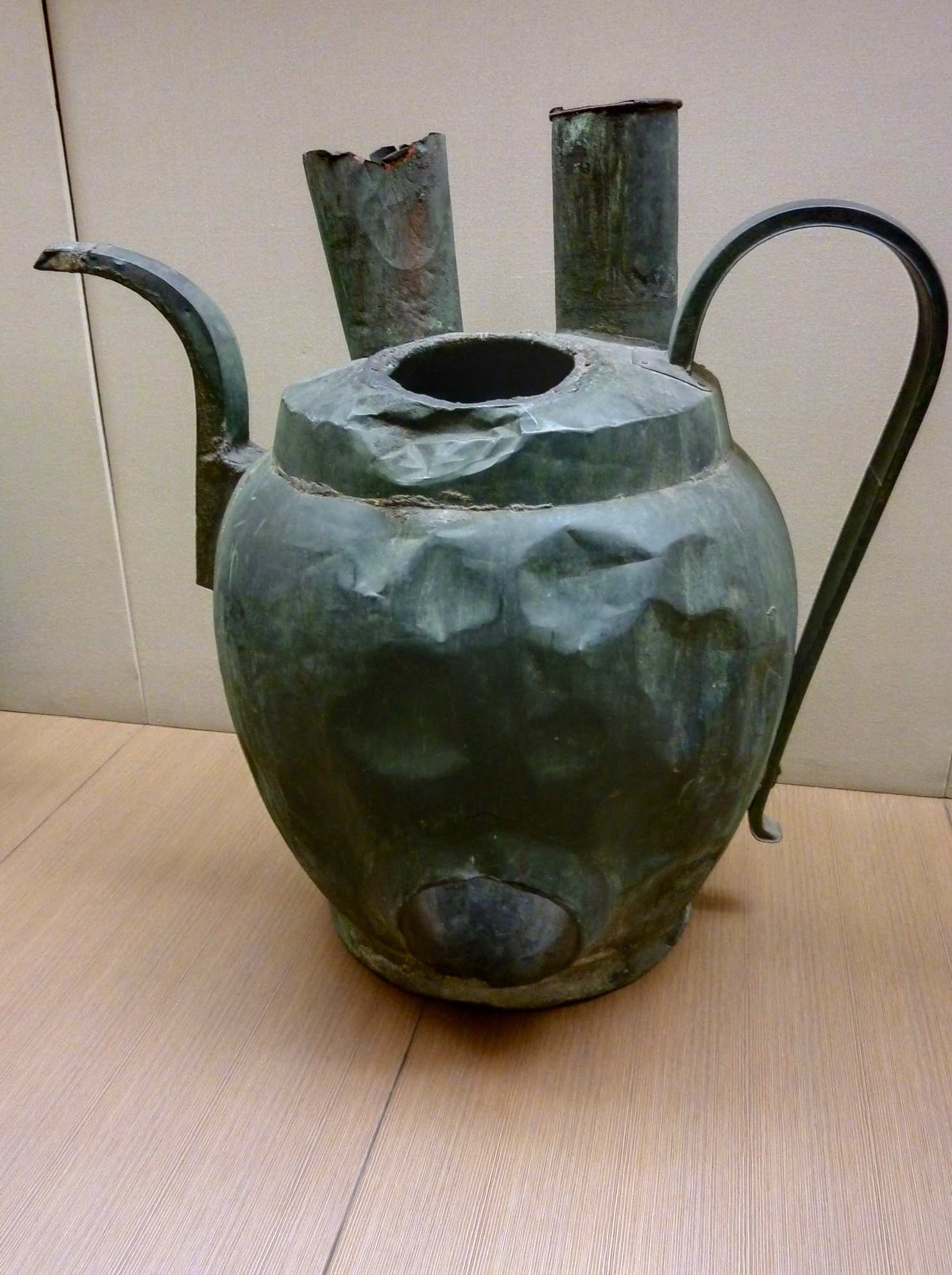
Panchang Wasserkessel (盘肠壶)
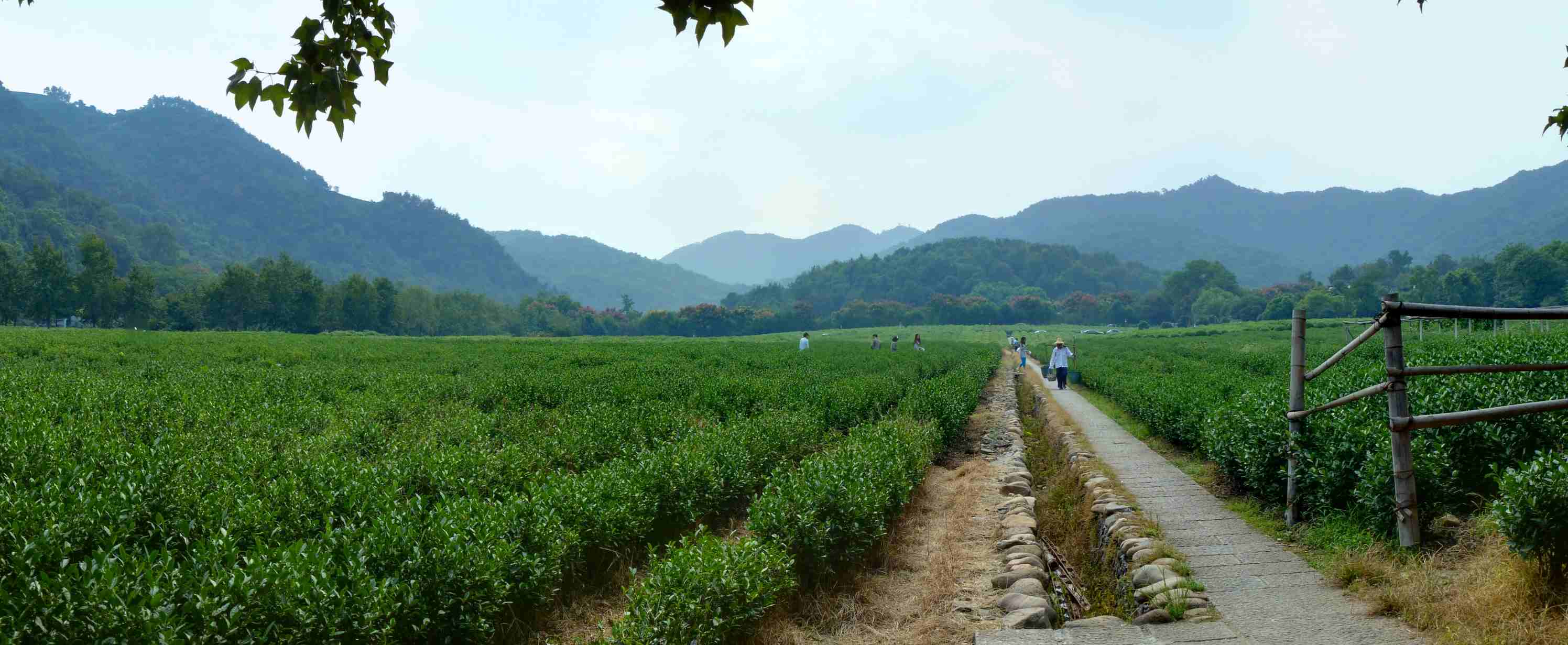
Teeplantage des Teemuseums

## Präsentationsmöglichkeiten
Das Museum besteht aus fünf Teilen: Die Hauptausstellungshalle, das chinesische Tee-Kunst-Klassenzimmer, das japanische Teehaus, das koreanische Teehaus, die Kalligraphie und die chinesische Malhalle.